# Eduard-Rüppell-Medaille
Die Eduard-Rüppell-Medaille war eine Auszeichnung des Vereins für Geographie und Statistik zu Frankfurt am Main, der heutigen Frankfurter Geographischen Gesellschaft. Die anlässlich des 100. Geburtstags von Eduard Rüppell gestiftete Medaille wurde in Gold zwischen 1894 und 1936 14-mal, in Silber zwischen 1904 und 1975 16-mal sowie 1987 nochmals zweimal vergeben.

## Preisträger
- in Gold: Hermann von Wissmann, Julius Euting, Sven Hedin, Theobald Fischer, Adolf Friedrich Herzog zu Mecklenburg, Ernest Henry Shackleton, Hans Meyer, Roald Amundsen, Siegmund von Günther, Paul von Lettow-Vorbeck, Norbert Krebs, Fritz Jaeger, Fritz Klute und Erich Obst[1]

- in Silber u. a.: Karl G. Schillings, Bernhard Hagen, Wilhelm Filchner, Hans Bobek, Anneliese Krenzlin, Herbert Lehmann, Paul Flaskämper, Robert Mertens, Wolfgang Hartke und Horst Mensching